# 杨明杰
杨明杰（1965年—），中华人民共和国国际关系及台湾问题学者，中國第十四屆全國政協委員。

## 生平
本科毕业于北京大学国际政治系，研究生毕业于国际关系学院。1994年到1995年在美国哈佛大学费正清研究中心做访问学者，研究美国对华政策。1999年考取中国现代国际关系研究所在职博士研究生，研究方向为美国外交。1991年进入中国现代国际关系研究所（后改为中国现代国际关系研究院）并先后担任世界政治研究室副主任、反恐怖研究中心主任、危机管理与对策研究中心主任、军控与安全室主任、安全与战略研究所所长、院长助理等职。后任中国现代国际关系研究院副院长。2017年出任中国社会科学院台湾研究所所长。2024年任中国现代国际关系研究院院長。